# Кайлі Масс
Кайлі Масс (англ. Kylie Masse, нар. 18 січня 1996, Онтаріо, Канада) — канадська плавчиня, бронзова призерка Олімпійських ігор 2016 року.

## Виступи на Олімпійських іграх
| Олімпіада           | Дисципліна         | Місце |
| ------------------- | ------------------ | ----- |
| Ріо-де-Жанейро 2016 | 100 м на спині     | 3     |
| Ріо-де-Жанейро 2016 | 4×100 м комплексом | 5     |
| Токіо 2020          | 100 м на спині     | 2     |
| Токіо 2020          | 200 м на спині     | 2     |
| Токіо 2020          | 4×100 м комплексом | 3     |